# Vasilij Vainonen
Vasilij Ivanovitj Vainonen (ryska: Васи́лий Ива́нович Вайно́нен), född 1901, död 1964, var en rysk balettdansare och koreograf.